# Fresnay-sur-Sarthe (commune déléguée)
Pour les articles homonymes, voir Fresnay.
Fresnay-sur-Sarthe [fʁɛnɛ syʁ saʁt] est une ancienne commune française, située dans le département de la Sarthe en région Pays de la Loire, peuplée de 1 929 habitants.
Le 1er janvier 2019, elle fusionne avec Coulombiers et Saint-Germain-sur-Sarthe pour constituer la commune nouvelle de Fresnay-sur-Sarthe dont elle est le chef-lieu.
La commune fait partie de la province historique du Maine.

## Géographie

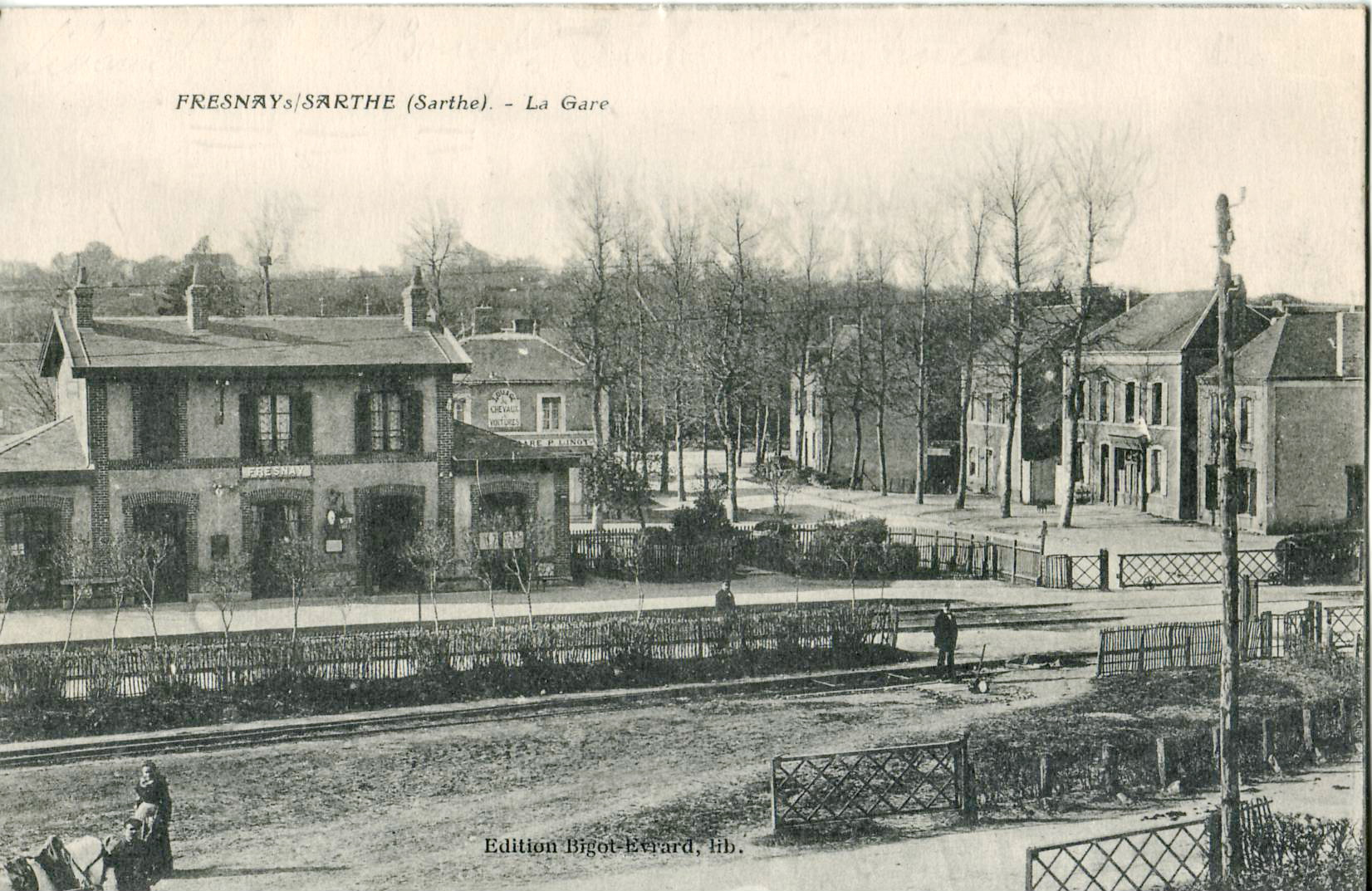
La ville disposait d'une gare sur la ligne de Sillé-le-Guillaume à La Hutte-Coulombiers. À cette gare se trouvait le terminus de la ligne d'Alençon à Fresnay-sur-Sarthe, un chemin de fer secondaire à voie métrique exploitée par les Tramways de la Sarthe.

### Localisation
La ville, située à 17 km au sud d'Alençon, 16 km au nord-est de Sillé-le-Guillaume et 27 km à l'ouest de Mamers, surplombe un  méandre de la Sarthe.

### Communes limitrophes
| Assé-le-Boisne |                          | Saint-Ouen-de-Mimbré |
|                | Fresnay-sur-Sarthe       |                      |
|                | Saint-Aubin-de-Locquenay |                      |

### Lieux-dits et écarts
- Beaulieu, le Moulin, les Épinettes.

### Hydrograplie
- La Sarthe.

### Voies de communication et transports
Fresnay-sur-Sarthe est aisément accessible depuis la sortie 20 de l'autoroute A28.

## Toponymie
Le toponyme s'écrivait Fraxinidum au IXe siècle, terme issu du latin fraxinum = frêne. Durant la Révolution, la commune, alors nommée Fresnay ou Fresnay-le-Vicomte, prend le nom de Fresnay-sur-Sarthe qu'elle abandonnera vers 1795 et qu'elle reprendra en 1891.
Le gentilé est Fresnois.

## Histoire
- Du XIe au XIVe siècle, la famille de Beaumont détient la vicomté de Beaumont, Fresnay et Sainte-Suzanne.

Fresnay-le-Vicomte fut chef-lieu de district de 1790 à 1795.

## Politique et administration

### Liste des maires

#### Administration actuelle
| Période      | Période  | Identité                  | Étiquette | Qualité                   |
| ------------ | -------- | ------------------------- | --------- | ------------------------- |
| janvier 2019 | En cours | Fabienne Labrette-Ménager | LR        | Consultante en entreprise |

#### Administration ancienne
| Période                                  | Période                   | Identité                  | Étiquette | Qualité                            |
| ---------------------------------------- | ------------------------- | ------------------------- | --------- | ---------------------------------- |
| Les données manquantes sont à compléter. |                           |                           |           |                                    |
| 1919                                     | 1940                      | Auguste Heurtebize        |           | Négociant en toiles                |
| octobre 1940                             | mai 1945                  | Alexandre Maignant        |           | Directeur particulier d'assurances |
| ?                                        | mai 1953                  | Jules Roulin              |           |                                    |
| mai 1953                                 | novembre 1957 (démission) | Marie-Joseph Léoni        |           |                                    |
| décembre 1957                            | mars 1983                 | Jean Riant                | DVD       | Médecin                            |
| mars 1983                                | mars 2001                 | Marcel Vielle             |           | Principal de collège               |
| mars 2001                                | mars 2014                 | Dominique Émery           | DVD       | Courtier en assurance              |
| mars 2014                                | décembre 2018             | Fabienne Labrette-Ménager | UMP-LR    | Consultante en entreprise          |

### Jumelages
- Bassum (Allemagne), voir Bassum (de).
- Spilsby (Royaume-Uni), voir Spilsby (en).

## Population et société

### Démographie
En 2021, la commune comptait 1 929 habitants. Depuis 2004, les enquêtes de recensement dans les communes de moins de 10 000 habitants ont lieu tous les cinq ans (en 2008, 2013, 2018, etc. pour Fresnay-sur-Sarthe (commune déléguée)) et les chiffres de population municipale légale des autres années sont des estimations.
| 1793  | 1800  | 1806  | 1821  | 1831  | 1836  | 1841  | 1846  | 1851  |
| ----- | ----- | ----- | ----- | ----- | ----- | ----- | ----- | ----- |
| 2 015 | 1 921 | 2 178 | 2 355 | 2 840 | 3 074 | 3 160 | 3 374 | 3 371 |

| 1856  | 1861  | 1866  | 1872  | 1876  | 1881  | 1886  | 1891  | 1896  |
| ----- | ----- | ----- | ----- | ----- | ----- | ----- | ----- | ----- |
| 3 274 | 3 260 | 3 336 | 3 153 | 3 052 | 2 988 | 2 954 | 2 890 | 2 834 |

| 1901  | 1906  | 1911  | 1921  | 1926  | 1931  | 1936  | 1946  | 1954  |
| ----- | ----- | ----- | ----- | ----- | ----- | ----- | ----- | ----- |
| 2 693 | 2 546 | 2 539 | 2 383 | 2 383 | 2 228 | 2 170 | 2 341 | 2 232 |

| 1962  | 1968  | 1975  | 1982  | 1990  | 1999  | 2008  | 2013  | 2018  |
| ----- | ----- | ----- | ----- | ----- | ----- | ----- | ----- | ----- |
| 2 257 | 2 380 | 2 683 | 2 692 | 2 452 | 2 335 | 2 214 | 2 066 | 1 903 |

| 2019  | - | - | - | - | - | - | - | - |
| ----- | - | - | - | - | - | - | - | - |
| 1 891 | - | - | - | - | - | - | - | - |

### Activité et manifestations
- Radio Alpes Mancelles, radio locale sur 106,3 FM
- Chapitorock : festival de musiques actuelles.

## Économie
- Eiffage construction

## Culture locale et patrimoine

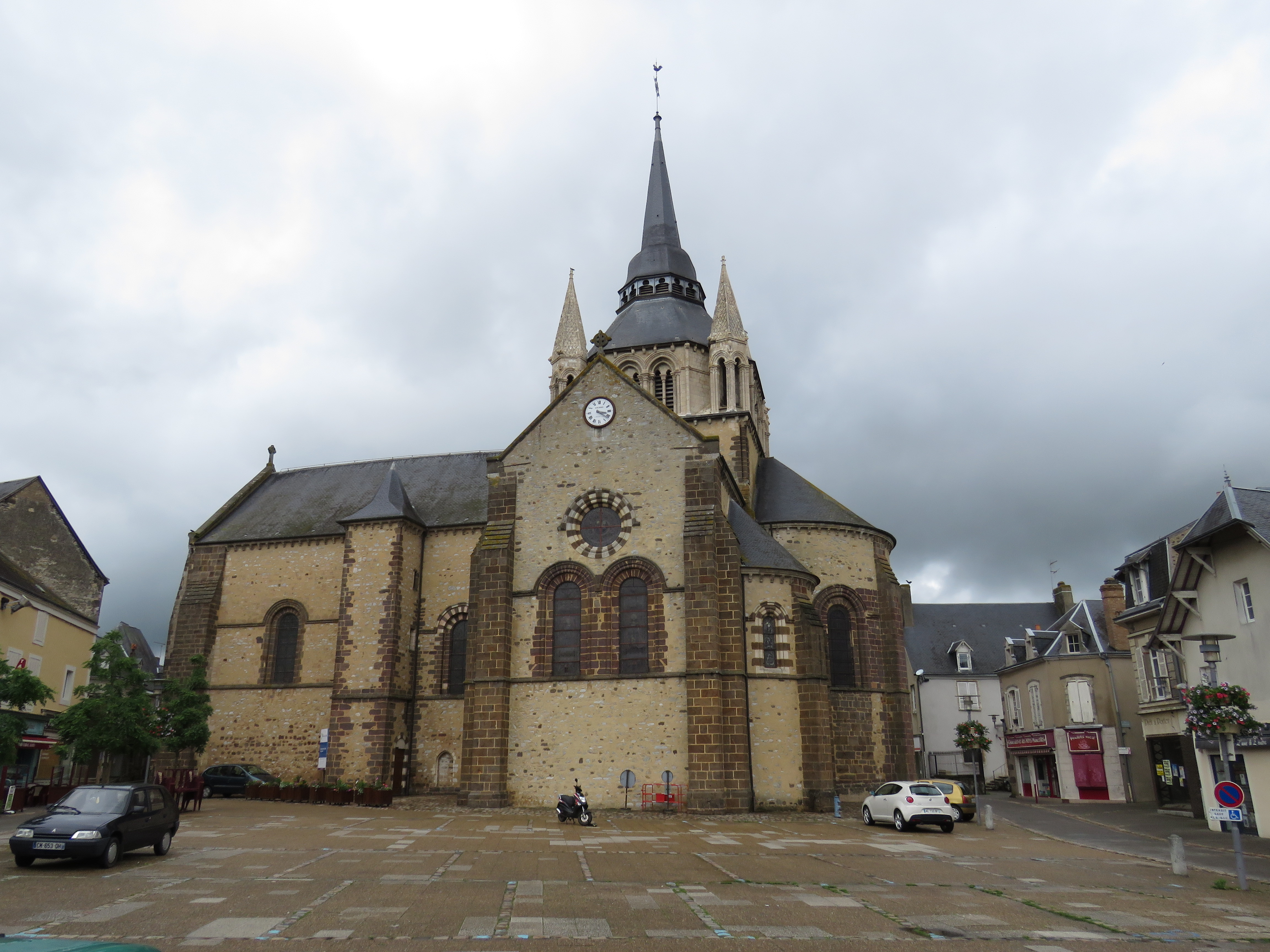
L'église Notre-Dame.

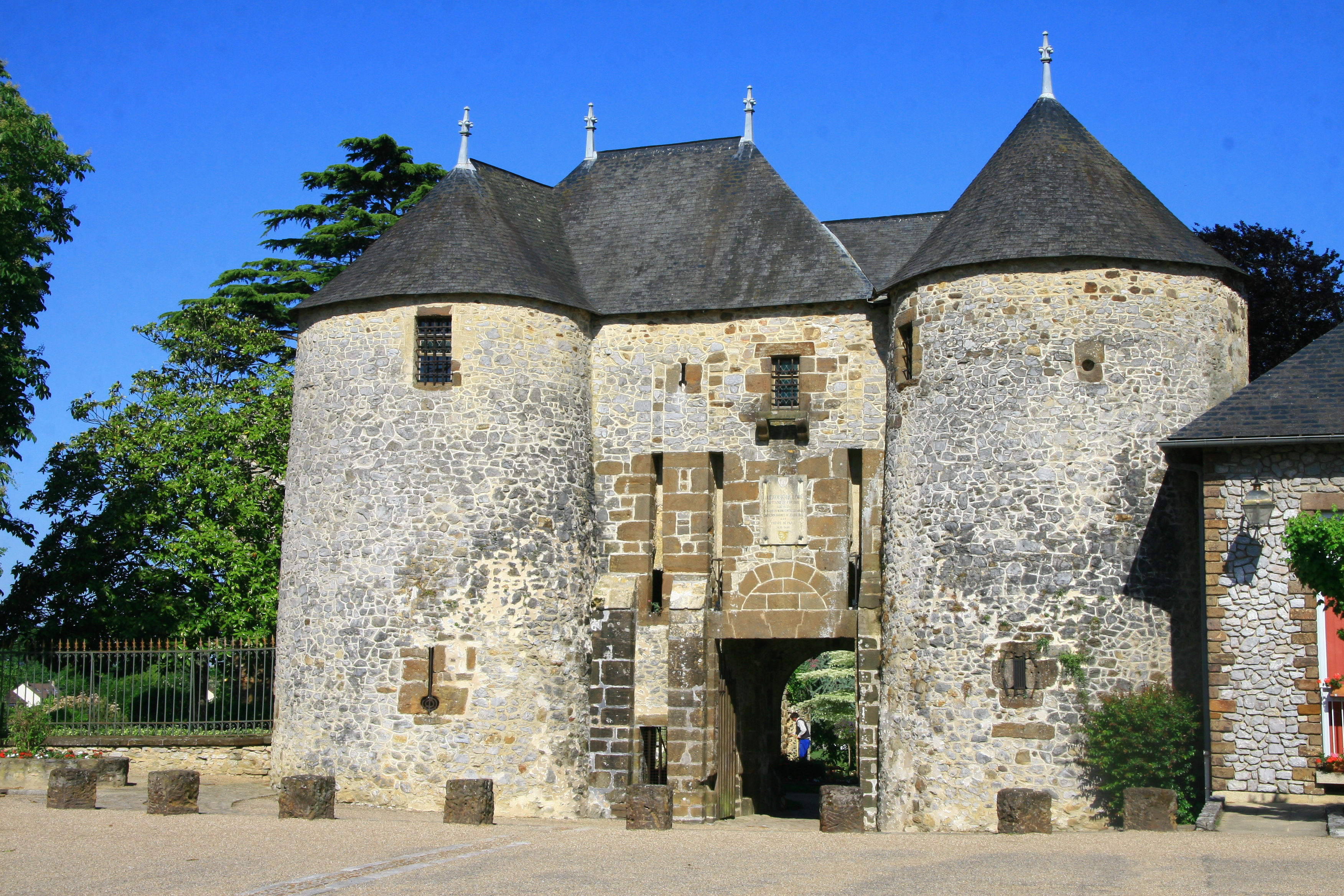
Restes du château.

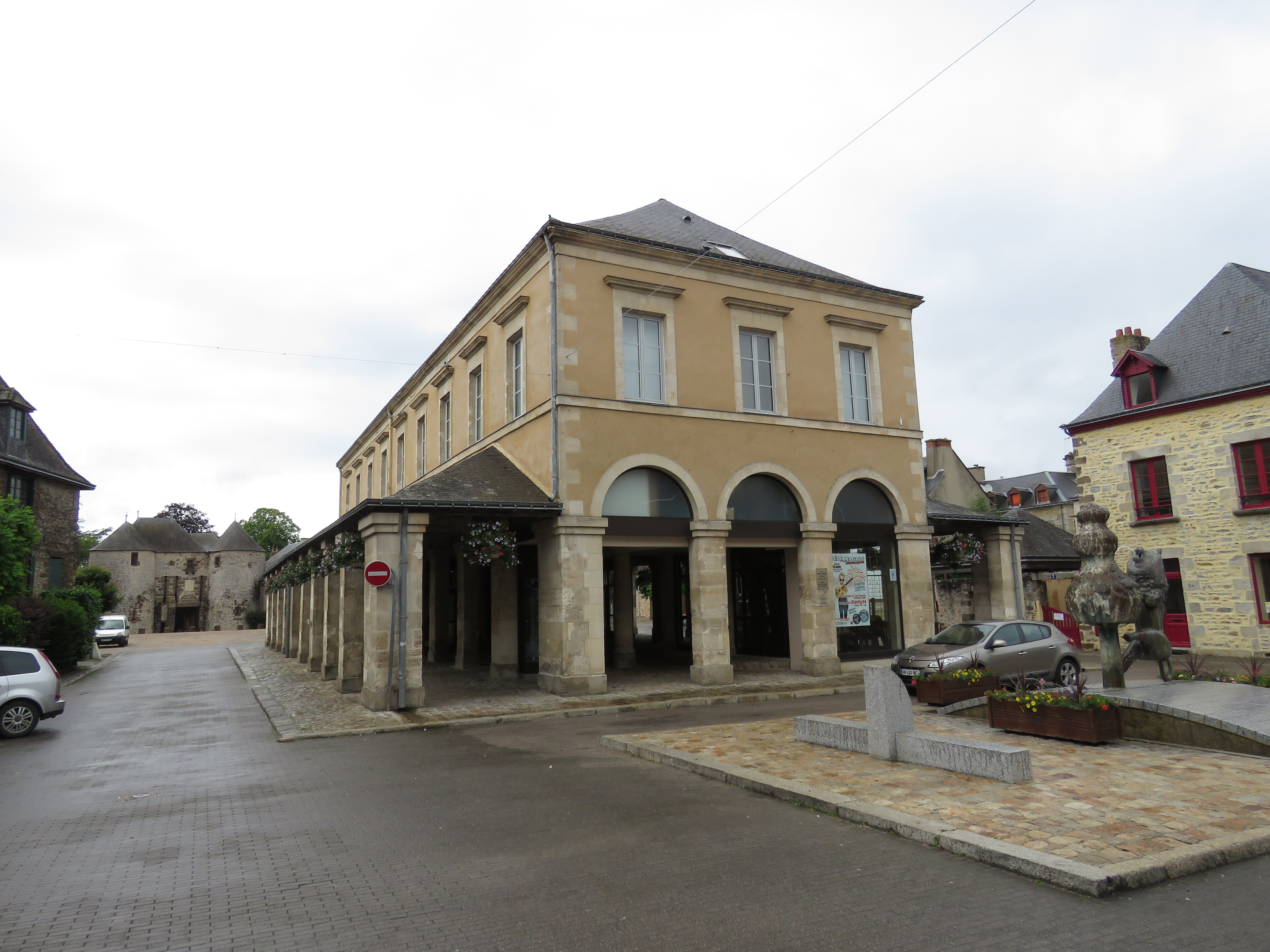
Ancienne halle.

### Lieux et monuments
- L'Église Notre-Dame,  Classée MH (1912, L'église à l'exception des deux chapelles modernes de l'abside)[11],[12].
- Le château de Fresnay-sur-Sarthe, construit au IXe siècle par Charles le Chauve, puis aux XIVe et XVe siècles, détruit par les huguenots au XVIe siècle, dont il ne reste que les ruines du donjon et les remparts très bien conservés,  Inscrit MH (1926, Château (restes de l'ancien))[13].

Le site est occupé aujourd'hui par un petit square, dans lequel est visible notamment une colonne provenant du prieuré de Vivoin.
- La Cave du Lion, du XIIIe siècle, probable dépendance de la Commanderie Templière du Gué-Lian, ancien lieu huguenot,  Inscrite MH (2002, La cave, en totalité)[14].
- Le musée de la Coiffe, qui renferme une collection de plus de 70 coiffes traditionnelles sarthoises[15].
- La rue du Bourg-Neuf, adossée aux buttes, et qui longe la Sarthe sur sa rive gauche, site très pittoresque avec de nombreuses maisons de caractère. Au bout de la rue se trouve le moulin d'Espaillard, un moulin à eau dont on peut encore voir la roue.
- Le chemin du coteau des vignes, au bout de la rue du Bourg-Neuf, qui serpente dans les buttes et d'où on peut jouir d'une belle vue sur les environs, et côtoyer une faune et une flore d'une grande richesse.
- Le camping du Sans-Souci, sur la rive droite de la Sarthe, avec le lieu-dit de L'Ancienne piscine (piscine de plein air où les gens se baignaient dans la Sarthe). Une piscine de plein air moderne a été construite, avec un minigolf, mais ils ne sont ouverts que l'été.
- Le barrage sur la Sarthe, situé entre l'ancienne piscine et le moulin d'Espaillard.

Les balades en barque dans ce lieu à la belle saison sont proposées car le courant y est très faible. On peut notamment observer de très belles maisons et jardins au bord de l'eau sur la rive gauche et, plus en aval, les remparts de l'ancien château et le Pont de Sillé qui supporte la circulation alternée de la D 310.

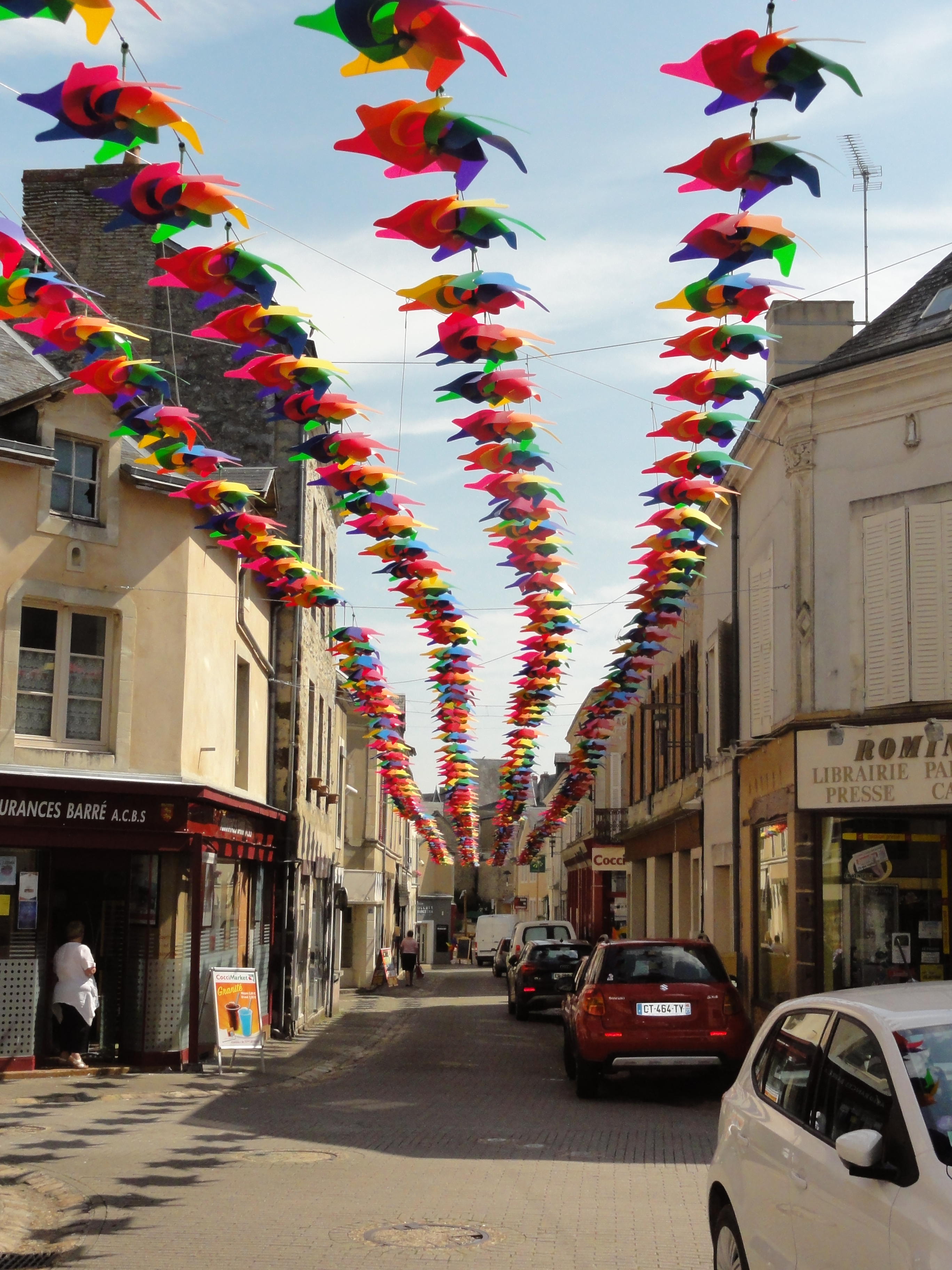
La Grande Rue vers l'est, décoration 2019

- Maisons anciennes en pierre et charpente apparente de bois sur la façade sur la Grande Rue.
- Ancienne halle devenue la salle André-Voisin sur la place Thiers

### Personnalités liées à la commune
- René Nicolas Monnier, dit Le Monnier, (1741-1819), général des armées de la République y est né.
- Georges Durand (1864 à Fresnay-sur-Sarthe-1941), fondateur du syndicat d’initiative des Alpes mancelles, initiateur des 24 Heures du Mans.
- Camille Bardou (1872 à Fresnay-sur-Sarthe-1941 à Créteil), acteur de théâtre et de cinéma.
- Marcel Jousse (1886-1961), professeur d'anthropologie linguistique à l'École d'anthropologie de Paris, décédé et enterré à Fresnay.
- André Bouton (1890 à Fresnay-sur-Sarthe -1979 au Mans), économiste, historien du Maine, président de la Société d'agriculture, sciences et arts de la Sarthe de 1957 à 1974, auteur de "Histoire économique et sociale du Maine" en cinq volumes, des origines au XIXe siècle (parus de 1962 à 1976)
- Maurice Brianchon, (1899 à Fresnay-sur-Sarthe -1979), artiste peintre.
- André Voisin (1923 à Fresnay-sur-Sarthe-1991 à Paris), écrivain, homme de théâtre et de radio, enterré à Fresnay. Une salle de spectacle porte son nom à Fresnay.
- André et Mathilde Lebas, reconnus « Justes parmi les Nations » en 2006 par le Comité Yad Vashem[16].

### Héraldique
| Blason de Fresnay-sur-Sarthe | Blason  | Parti: au 1er d'or au frêne arraché de sinople, au 2e d'azur semé de fleurs de lis d'or, au lion du même brochant. |
| Blason de Fresnay-sur-Sarthe | Détails | Adopté le 7 avril 1961.                                                                                            |

|  | Armes des Beaumont : chevronné d'or et de gueules de VIII pièces |